# Shaun Tan
Shaun Tan (Perth, 1974) è un illustratore e scrittore australiano.
Nato a Perth in Australia, è un artista figlio di malesi emigrati in Australia negli anni Sessanta.
Shaun Tan si è laureato in arte e letteratura inglese. Ha lavorato per anni come illustratore freelance. Nel 2006, il suo graphic novel L'approdo (The Arrival,) ha riscosso un grande successo da parte del pubblico e della critica, vincendo, inoltre, diversi premi e facendo diventare l'autore famoso anche al di fuori dei confini australiani. Nel 2011, Tan ha vinto il Premio Oscar per il miglior cortometraggio di animazione con Oggetti smarriti (tratto dal suo omonimo libro del 2000). 
È stato definito uno dei più eclettici e talentuosi illustratori negli ultimi vent'anni, nonché un artista capace di rappresentare la varietà delle caratteristiche che l'illustrazione può assumere nei racconti contemporanei per bambini. 
Uno dei tratti distintivi del suo stile è la sperimentazione di differenti tecniche espressive, impiegate utilizzando altrettanto vari supporti. Per realizzare le sue illustrazioni, infatti, Tan si serve della matita di grafite, delle tempere, degli oli, dei colori acrilici e dei pastelli, della tecnica del collage, della china, dell'argilla dipinta a mano e anche della fotografia (come in The Arrival). La scelta di avvalersi di tanto variegate tecniche espressive deriva da precise intenzioni comunicative, sia di carattere estetico, sia comunicativo, a seconda della natura di ciascun racconto.

## The Arrival
L'opera, pubblicata per la prima volta nel 2006 e nel 2008 in Italia, ha come argomento principale il fenomeno della migrazione avvenuta nel corso del Novecento. Il racconto inizia con le immagini dei volti di alcuni migranti che sbarcarono a Ellis Island, New York, tra il 1892 e il 1954. Il libro è privo di parole, trattandosi di un incrocio tra graphic novel e silentbook. L'autore realizzò l'opera in seguito a una lunga ricerca condotta in alcuni archivi e ascoltando testimonianze orali dei migranti di origine australiana, al fine di raccontarne l'esperienza di vita. 
L'album ha ricevuto il Fauve d'or al Festival d'Angoulême del 2008.  

### Come illustratore
- Pipe, di James Moloney (1996)
- The Stray Cat, di Steven Paulsen (1996)
- The Half Dead, di Garry Disher (1997)
- The Doll, di Janine Burke (1997)
- The Viewer, scritto da Gary Crew (1997), Elliot Edizioni, 2012
- The Puppet, di Ian Bone John Marsden (1998), Elliot Edizioni, 2010
- Memorial, scritto da Gary Crew (1999), Elliot Edizioni, 2011
- The Puppet, di Ian Bone (1999)
- The Hicksville Horror, di Nette Hilton (1999)
- The Rabbits, scritto da Gary Crew (1999), Elliot Edizioni, 2011
- Pretty Monsters di Kelly Link (2008)

### Come autore e illustratore
- The Playground (1997)
- Oggetti smarriti (The Lost Thing, 1999), prima edizione italiana Elliot Edizioni, 2009; nuova edizione Tunué, Collana «Mirari», 2017, ISBN 978-88-6790-111-1)
- L'albero rosso (The Red Tree, 2001), racconto illustrato, in Oggetti smarriti, edizioni Elliot; nuova edizione Tunué, Collana «Mirari», 2017, ISBN 978-8867902460
- L'approdo (The Arrival, 2006), prima edizione italiana Elliot Edizioni, 2008; nuova edizione Tunué, Collana «Mirari», 2016, ISBN 978-88-6790-188-3
- Il re degli uccelli e altre storie (The Bird King and Other Sketches, 2011), Elliot Edizioni, 2011
- The Oopsatoreum: inventions of Henry A. Mintox (2012)

- Regole dell'estate (Rules of Summer, 2013), Rizzoli, 2015
- Cicala (Cicada, 2018), Tunué, Collana «Mirari n.11», ottobre 2018
- Piccole storie di periferia (Tales from Outer Suburbia, 2008), prima edizione italiana Rizzoli, 2008; nuova edizione Tunué, Collana «Mirari n.15», novembre 2019
- Piccole storie dal centro (Tales from the Inner City, 2020), Tunué, Collana «Mirari n.17», novembre 2020, ISBN 9788867904006